# Ruhlands

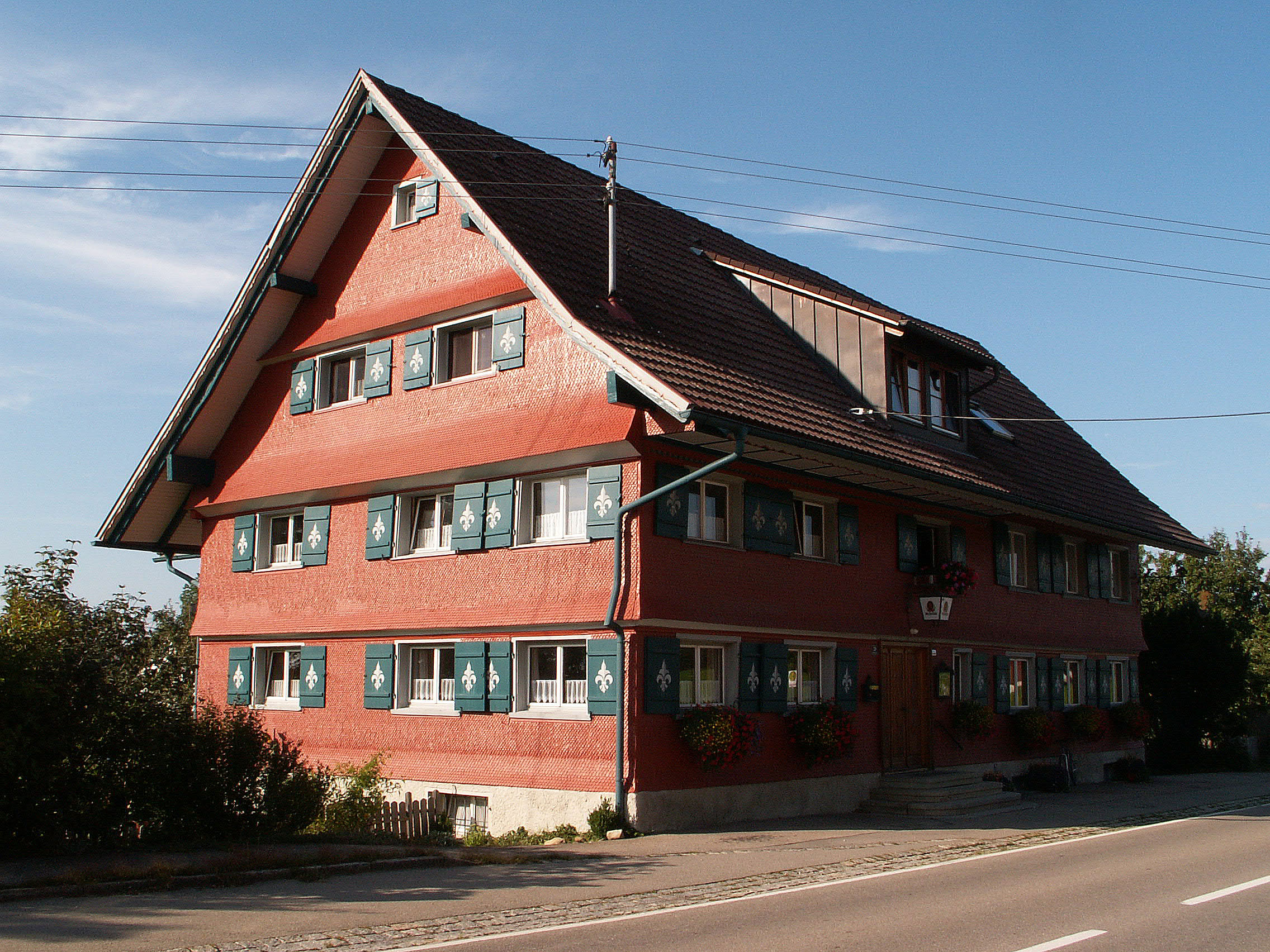
Gasthof Engel in Ruhlands

Ruhlands (westallgäuerisch: Ruəlants) ist ein Gemeindeteil der Gemeinde Opfenbach im bayerisch-schwäbischen Landkreis Lindau (Bodensee).

## Geografie
Das Dorf liegt circa ein Kilometer südwestlich des Hauptorts Opfenbach und es zählt zur Region Westallgäu.

## Ortsname
Der Ortsname leitet sich vom Personennamen Ruadlant ab.

## Geschichte
Ruhlands wurde entlang der Römerstraße Kempten–Bregenz erbaut. Deren Trasse verläuft in circa 50 Metern Abstand zur Bodenseestraße am südöstlichen Ortsrand. Die antike Straße wurde archäologisch erfasst und als Bodendenkmal unter Schutz gestellt.
Bereits im Jahr 1269 wurde die Bruggmühle, auch Ruhlandsmühle, im Ruhlandstobel erwähnt. Sie diente als Burgmühle der Burg Heimen. Der Ort wurde erstmals im Jahr 1408 als Ruolanczguot urkundlich erwähnt. 1770 fand die Vereinödung in Ruhlands mit 20 Teilnehmern statt. 1819 wurde die Katholische Sebastianskapelle im Ort neu gebaut. Im Jahr 1958 wurde der Mahlbetrieb in der Bruggmühle eingestellt.

## Baudenkmäler
Siehe: Liste der Baudenkmäler in Ruhlands

## Persönlichkeiten
- Hans Rueland (auch: Johannes Rueland), spätgotischer Bildhauer, lebte um 1470[4]